# James Deahl
James Deahl (* 1945 in Pittsburgh, USA) ist ein kanadisch-amerikanischer Dichter und Schriftsteller.

## Leben
Deahl wuchs in der Region Laurel Highlands auf, in der seine Familie seit 1823 lebte. Mit 25 Jahren siedelte er nach Kanada über und besitzt seitdem die doppelte Staatsbürgerschaft für Kanada und die USA. Er hatte den Lehrstuhl für Literatur und Kreatives Schreiben am Seneca College und der Ryerson University inne.
Deahl ist der Herausgeber der Unfinished Monument Press und hat mehr als zwanzig Gedichtbände veröffentlicht. Unter seinen Veröffentlichungen befinden sich zahlreiche ins Deutsche übersetzte Gedichte. Er ist eines der Gründungsmitglieder der Canadian Poetry Association.
Heute lebt und arbeitet er in Hamilton, Ontario. Er war bis zu ihrem Tod 2007 mit der Künstlerin Gilda Mekler verheiratet und hat drei Töchter.

## Auszeichnungen
- 1985: Mainichi-Preis

## Werke
- Real Poetry. 1981
- In the Lost Horn’s Call. 1982
- Steel Valley. 1984
- No Cold Ash. 1984
- Blue Ridge. 1985
- Into This Dark Earth. 1985
- A Stand of Jackpine, 1987. (mit Milton Acorn)
- Geschriebene Bilder - 1990. ISSN 0938-1767.
- In Memoriam: Milton Acorn. 1991, ISBN 0-919957-31-5.
- Opening The Stone Heart. 1992
- Canada or True North. 1993
- The Beauty that Endures. 1993
- Heartland. 1993
- Even This Land Was Born of Light. 1993
- Tasting the Winter Grapes. 1995
- The Future of Poetry. 1995, ISBN 0-919957-39-0.
- Under The Watchful Eye. 1995, ISBN 0-920976-29-8.
- Blackbirds. 1999
- When Rivers Speak, Unfinished Monument Press, 2001, ISBN 1-884206-09-3.
- The River’s Stone Roots: Two Dozen Poems by Tu Fu. Serengeti Press, 2005, ISBN 0-9738458-0-5.
- If Ever Two Were One. Aeolus House, 2008, ISBN 978-0-9732411-5-0.
- No Star Is Lost. Lyricalmyrical, 2009, ISBN 978-1-897275-59-7.
- Opening the Stone Heart. 2. Auflage. Aeolus House, 2010, ISBN 978-0-9811272-5-5.